# Psyttalia prothoracalis
Psyttalia prothoracalis är en stekelart som först beskrevs av Fischer 1972.  Psyttalia prothoracalis ingår i släktet Psyttalia och familjen bracksteklar. Inga underarter finns listade i Catalogue of Life.